# Paleja
Paleja – zabytek literacki z kręgu kultury bizantyńskiej skąd został przeniesiony do kultury starosłowiańskiej łączący ze sobą swobodną parafrazę historii biblijnych głównie z Oktateuchu (księgi Starego Testamentu od Księgi Rodzaju do Rut) i Ksiąg Królewskich, z różnymi tekstami o charakterze religijnym, polemicznym i legendarnym (np. pochodzącymi z tradycji żydowskiej lub mitologii). Paleja występuje w trzech różniących się wersjach: historycznej, komentowanej i chronologicznej.
Nazwa „paleja” jest transkrypcją greckiego terminu παλαιὰ (występującego np. w terminie ἡ παλαιὰ διαθήκη – pol. Stary Testament). Słowiański zapis występował w wielu formach np. палеа, палеѧ, палѣѧ, палїа czy палиѧ.

## Paleja historyczna
Paleja historyczna (zwana niekiedy Paleą bizantyńską) jest najbardziej zwięzła spośród trzech jej typów. Powstała w Bizancjum ok. IX w. Tekst utworu obejmuje okres od stworzenia świata do panowania króla Dawida. Niektórzy badacze uważają, że na język starosłowiański została przetłumaczona tylko raz, inni uważają, że trzykrotnie (po raz pierwszy najpewniej w Bułgarii na przełomie X i XI w., oraz dwukrotnie na Rusi w XIV–XV w.).

## Paleja komentowana
Paleja komentowana zawiera parafrazę tekstu pierwszych ksiąg Starego Testamentu skompilowaną z polemikami antyżydowskimi i uzupełnioną licznymi komentarzami teologicznymi i dodatkami pochodzącymi z utworów znanych i popularnych w kręgu chrześcijaństwa wschodniego pierwszego tysiąclecia. Streszczenie historii biblijnych (od stworzenia świata i upadku pierwszych ludzi aż po dzieje królów izraelskich Dawida i Salomona) dopełnione zostały fragmentami dzieł Jana Egzarchy, Kosmasa Indykopleustesa, Atanazego Aleksandryjskiego, Efrema Syryjczyka, Epifaniusza z Salaminy, opowieści o charakterze religijnym (jak upadek Satanaela, dzieje rodziny patriarchy Abrahama, Melchizedeka, dwunastu synów Jakuba, Mojżesza), bestiariusze (teksty opisujące zwierzęta zarówno istniejące jak też fikcyjne), różne fragmenty o charakterze filozoficznym bądź przyrodniczym (opisujące naturę żywiołów, symbolikę kamieni szlachetnych itp.).
Palea komentowana powstała prawdopodobnie w XIII w. Choć nie zachował się tekst grecki niektórzy badacze uważają, że oryginał został napisany w grece. Inni widzą w niej oryginalny zabytek staroruski. Do czasów współczesnych zachowało się około 15 odpisów Palei komentowanej. Najstarsze z nich pochodzą z XIV w.

## Paleja chronologiczna
Paleja chronograficzna łączy cechy opowieści bazującej na historiach biblijnych i pełnej wersji chronografu (utworu o charakterze latopisu czy kroniki). Powstała ona jako opracowanie Palei komentowanej. Zachowała się w dwóch wersjach: krótkiej – opartej w pierwszej części na motywach biblijnych na podstawie Paleji historycznej; oraz w wersji pełnej. Chronograf nie zachował się do czasów współczesnych, jest rekonstruowany na podstawie innych źródeł.
Paleę chronograficzną od komentowanej różni przede wszystkim materiał wykorzystany w drugiej części utworu, który uzupełnia narrację biblijną. Zawiera on dodatkowe historie Starego Testamentu, a także apokryfy (o Lamechu, Melchizedeku, Ezawie i Jakubie, Mojżeszu, Salomonie), fragmenty bizantyńskich kronik (Jerzego Hamartolosa i Jana Malalasa), teksty Aleksandreidy, a także komentarze ksiąg biblijnych.
Paleja chronograficzna pełna powstała prawdopodobnie w XV w. w Pskowie.